# پنتنی
پنتنی (به انگلیسی: Pentney) یک روستا و محله مدنی در بریتانیا است که در King's Lynn and West Norfolk واقع شده‌است. پنتنی ۱۰٫۳۹ کیلومتر مربع مساحت و ۵۴۴ نفر جمعیت دارد.